# DJ Company
DJ Company war eine 90er Eurodance Gruppe aus Deutschland.

## Zusammensetzung
Sie bestand aus Paul Strand, Stefan Benz und Louis Lasky. Die Band hatte zwischen 1994 und 1998 mehrere internationale Charterfolge, so etwa mit dem gecoverten Forever Young.

## Diskografie

### Alben
- 1995: The Album
- 1997: Rhythm of Love

### Singles
- 1994: Fly Away (as Arena)
- 1994: Hey Everybody (Out Of Control)
- 1994: Rhythm of Love
- 1995: Cybersex Lovegame
- 1995: Holiday in the Land of Love
- 1997: Forever Young